# Spetsvingat näbbfly
Spetsvingat näbbfly (Hypena obesalis) är en fjärilsart som först beskrevs av Treitschke 1828.  Spetsvingat näbbfly ingår i släktet Hypena, och familjen nattflyn. Arten förekommer tillfälligt i Sverige, men reproducerar sig inte.